# Раде Радовановић
Ратко Раде Радовановић (Подгорица, 20. децембар 1928 — Београд 10. јул 2021) био је југословенски атлетски репрезентативац и олимпијац. Тростуки је првак Југославије у скоку удаљ и троскоку, победник двомеча и тромеча репрезентације Југославије, кондициони тренер и истакнути наставник физичког васпитања и културе у Првој Београдској гимназији.

## Биографија
Раде Радовановић је рођен у Подгорици од мајке Христине Шантић из Мостара и оца Арсе Радовановића. До смрти оца 1932. живи са породицом и браћом Ђорђијем и Вељком у Подгорици. Одраста у Дому за сирочад у Фоча (БиХ) где их је мајка одвела због немогућности издржавања три сина. Раде остаје ту до рата, када га шира фамилија Јовановић доводи у Подгорицу да ради у кафани за време италијанске окупације. После рата са ујаком Костом Лекићем, командантом ваздухопловне бригаде ЈНА, долази у Београд код мајке која је тада похађала Бабичку школу. Као малолетник ступа у армију где се школује за пилота и авио механичара од 1945 до 1948. У том периоду уочен је таленат за атлетику код Радета, обзиром да је основе скока удаљ и троскока учио од америчког спортисте, хуманитарног радника док је био у дечјем дому. Тако постаје троструки армијски првак у троскоку. Такмичио се у троскоку и скоку удаљ.
Школује се за звање стручног учитеља 1948-1950. када постаје наставник физичког васпитања и културе у Прва београдска гимназија. Упоредо постаје члан АК Црвена звезда из Београда са тренером Драганом Петровићем, а потом и члан репрезентације ФНРЈ у атлетици. На листи најбољих европских скакача 1952. нашао се на четвртом месту (14,75 m). Од 1952 до 1954. био је првак Југославије у троскоку и скоку удаљ. У току 1952. и 1953. четири пута је обарао државни рекорд у троскоку у распону од 14,50 до 14,86 метара. Учесник је Летњих олимпијских игара 1952. у Хелсинкију, где је у квалификацијама троскока заузео 24. место са 14,13 м. Као активан спортиста доста је допринео за Југословенску атлетику, која је тада била у заостатку у односу на атлетска светска достигнућа. Био је првак Југославије шест пута, оборио југословенски рекорд четири пута, бранио боје репрезрнтације двадесет пута, био победник двомеча и тромеча репрезентације Југославије са другим државама које су биле актуелне после рата, а најпре троструки првак Балкана у скоку удаљ и троскоку. Три пута је учествовао на Балканским играма 1953. у Атини када је победио у обе дисциплине резултатима: 6,91 удаљ и 14,58 троскок. 1954. у Београду је био први у удаљу (7,05), а други у троскоку истим резултатом као и претходне године 14,58. Током 1953. више пута је побеђивао у две дисциплине, а личне рекорде је постигао баш ове године (скок удаљ 7,24 м и троскок 14,75 м). Исте године је засновао породицу и добио ћерку Нелу Антоновић. Дипломирао је на Факултету за физичку културу у Београду код професора др. Павла Опавског.
На Европском првенству 1954. у Берну Радовановић је у скоку удаљ освојио 15. место (7,02 м) а у троскоку 11.место (14,42 м). У трећем наступу 1955. у Истанбулу је био други у скоку удаљ са 6,82 м.
Као професор гимназије, проналазио је таленте за спорт, те је радио 10 година као тренер атлетичара у Партизану, Црвеној звезди и 4 године као тренер репрезентације у атлетици. Био је цењени стручњак за кондициони тренер фудбалских репрезентација Партизан, Црвена звезда, Рад, кошаркашких клубова Фенербахче (Истанбул) и Mens Sana (Montepaschi Siena), као и ватерполо репрезентација страних и домаћих клубова до 2010. До пре неколико година био је активан и помагао је младим спортистима на почетку каријере као експерт за кондицију атлетичара, кошарке и тениса.  "Скок" је филм који је направила његова унука Лидија Антоновић.